# Бартхпалатханг (аэропорт)
Аэропорт Бартхпалатханг (англ. Bathpalathang Airport) — небольшой аэропорт в Бумтанге, в непосредственной близости от города Джакар. Это третий аэропорт в Королевстве Бутан. Пассажирские рейсы стали производиться с 19 декабря 2011 года.

## Обзор
Аэропорт был построен в соответствии с Десятым пятилетним планом развития королевства Бутан (2008). Первоначально открытие аэропорта намечалось на октябрь 2010 года, затем отодвинулось до ноября 2010. Однако в декабре 2010 плановый пуск аэропорта был назначен на март 2011,  а потом на апрель. Весной открыть аэропорт не удалось, и дата была передвинута на июль, но в результате открытие аэропорта удалось совершить только в конце 2011 года.
Причиной задержек в открытии аэропорта послужили в частности нестабильность грунта взлётно-посадочной полосы, финансирование, складирование, требования защиты воды в прилежащей реке, и другие причины.  Возникли также сложности юридического характера по компенсации тем, кто был вынужден поменять место жительства в связи со строительством аэропорта.
Авиакомпании Druk Air и Tashi Air 17 декабря 2011 года совершили праздничные рейсы по поводу Национального праздника Бутана.  Первый коммерческий рейс авиакомпании Druk Air из Паро прошёл 23 декабря; рейс оказался убыточным.
По причине необходимости ремонта взлётной полосы аэропорт был закрыт в сентябре 2012 года, и открыт в конце ноября.  